# Lim Swee Say

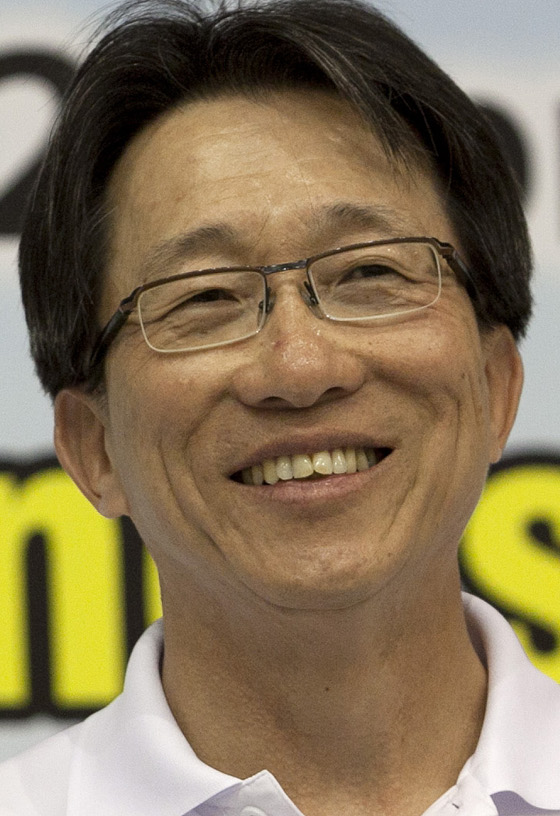
Lim Swee Say (2011)

Lim Swee Say (chinesisch 林瑞生, Pinyin Lín Ruì Shēng, Pe̍h-ōe-jī Lîm Sūi-seⁿ, geboren am 13. Juli 1954) ist ein singapurischer Politiker. Als Mitglied der Regierungspartei für Volksaktionen (PAP) trat er 2018 als Arbeitsminister zurück. Zuvor war er von 2001 bis 2004 als Umweltminister, von 2004 bis 2015 als Minister im Amt des Premierministers und von 2014 bis 2015 als der Generalsekretär des National Trades Union Congress (NTUC) von 2005 bis 2015. Er ist seit 1996 Mitglied des Parlaments.

## Leben
Lim wurde an der Catholic High School und am National Junior College ausgebildet, bevor er 1973 ein SAF-Stipendium für ein Studium in Großbritannien an der Loughborough University erhielt.
1976 schloss er sein Studium in den Bereichen Elektronik, Computer und Systemtechnik mit Auszeichnung ab.
Im Jahr 1991 absolvierte Lim einen Master-Abschluss in Management an der Stanford University.

### Frühe Karriere
Von 1986 bis 1991 war Lim Chief Executive des National Computer Board in Singapur und von 1994 bis 1998 Vorsitzender. Von 1991 bis 1993 war er stellvertretender Direktor des Economic Development Board in New York.

### Politische Karriere
Bei den Parlamentswahlen 1997 war Lim PAP-Kandidat im Wahlkreis der Tanjong Pagar (Tanjong Pagar GRC), der von dem verstorbenen Lee Kuan Yew (der 2015 starb) angeführt und in einem Durchgang gewählt wurde. Er war bei den allgemeinen Wahlen 2001 in der PAP-Mannschaft in Holland-Bukit Panjang GRC und bei den allgemeinen Wahlen 2006 in Holland-Bukit Timah GRC und wurde beide Male ohne Gegenkandidaten gewählt. Bei den Parlamentswahlen 2011 stand Lim an der East Coast GRC, wo das PAP-Team das Team der oppositionellen Arbeiterpartei mit 59.992 Stimmen (54,8 %) auf 49.429 Stimmen (45,2 %) besiegte.
Lim war von 1997 bis 1999 stellvertretender Generalsekretär des National Trades Union Congress (NTUC). Von 1997 bis 1998 war er auch Mitglied des Ausschusses für Wettbewerbsfähigkeit in Singapur und Vorsitzender des Unterausschusses für Personalentwicklung.
1999 wurde Lim zum Staatsminister beim Ministerium für Handel und Industrie und beim Ministerium für Information, Kommunikation und Kunst ernannt.
Lim wurde 2000 zum amtierenden Umweltminister ernannt. Er wurde 2001 ordentliches Mitglied des Kabinetts.
Frühe Karriere 2004 wurde Lim zum Minister im Amt des Premierministers ernannt. Er war von 2004 bis 2005 auch der zweite Minister für nationale Entwicklung.
Im Jahr 2005 wurde Lim zum zweiten Mal stellvertretender Generalsekretär des NTUC (und diente gleichzeitig weiterhin als Minister ohne Geschäftsbereich im Amt des Premierministers). 2007 wurde er zum Generalsekretär des NTUC ernannt.
2014 erschien Lim in Singapurs Mediacorp Channel 8-Folge "Hear Me Out", um auf die Kritik gegen ihn zu reagieren und sich zu einigen Themen zu äußern, wie zum Beispiel seinem Zorro-Kostüm "Billiger, schneller, besser, besser". , "Deaf Frog" und warum Singapur ein progressives Lohnmodell anstelle eines Mindestlohns einführt.
Im Jahr 2015 gab Lim sein Amt als Minister im Amt des Premierministers und des NTUC-Generalsekretärs (im Einklang mit der Altersversorgungspolitik des NTUC) auf und wurde zum Minister für Arbeitskräfte ernannt.
Lim ist seit 1999 Mitglied des Zentralen Exekutivkomitees des PAP und war von 2000 bis 2004 Vorsitzender des Young PAP (Jugendflügel der Partei).
Lim zog sich am 1. Mai 2018 aus dem Kabinett zurück, wobei sein Manpower-Portfolio Josephine Teo folgte. Am 5. Mai wurde Lim im Rahmen der Verleihung der Maifeiertagspreise, die vom ehemaligen NTUC-Generalsekretär (jetzt Minister für Handel und Industrie) Chan Chun Sing überreicht wurde, mit dem Distinguished Comrade of Labour ausgezeichnet.